# Irlanda en la Copa Mundial de Rugby de 1987
El XV del Trébol fue una de las 16 naciones, invitadas por World Rugby, participantes de la Copa Mundial de Rugby de 1987 que se realizó por primera vez en Nueva Zelanda.
Irlanda llegó a su debut mundialista siendo campeón del Torneo de las Cinco Naciones 1985, habiendo obtenido la cuchara de madera en la edición 1986 y resultando subcampeón ese año.

## Plantel

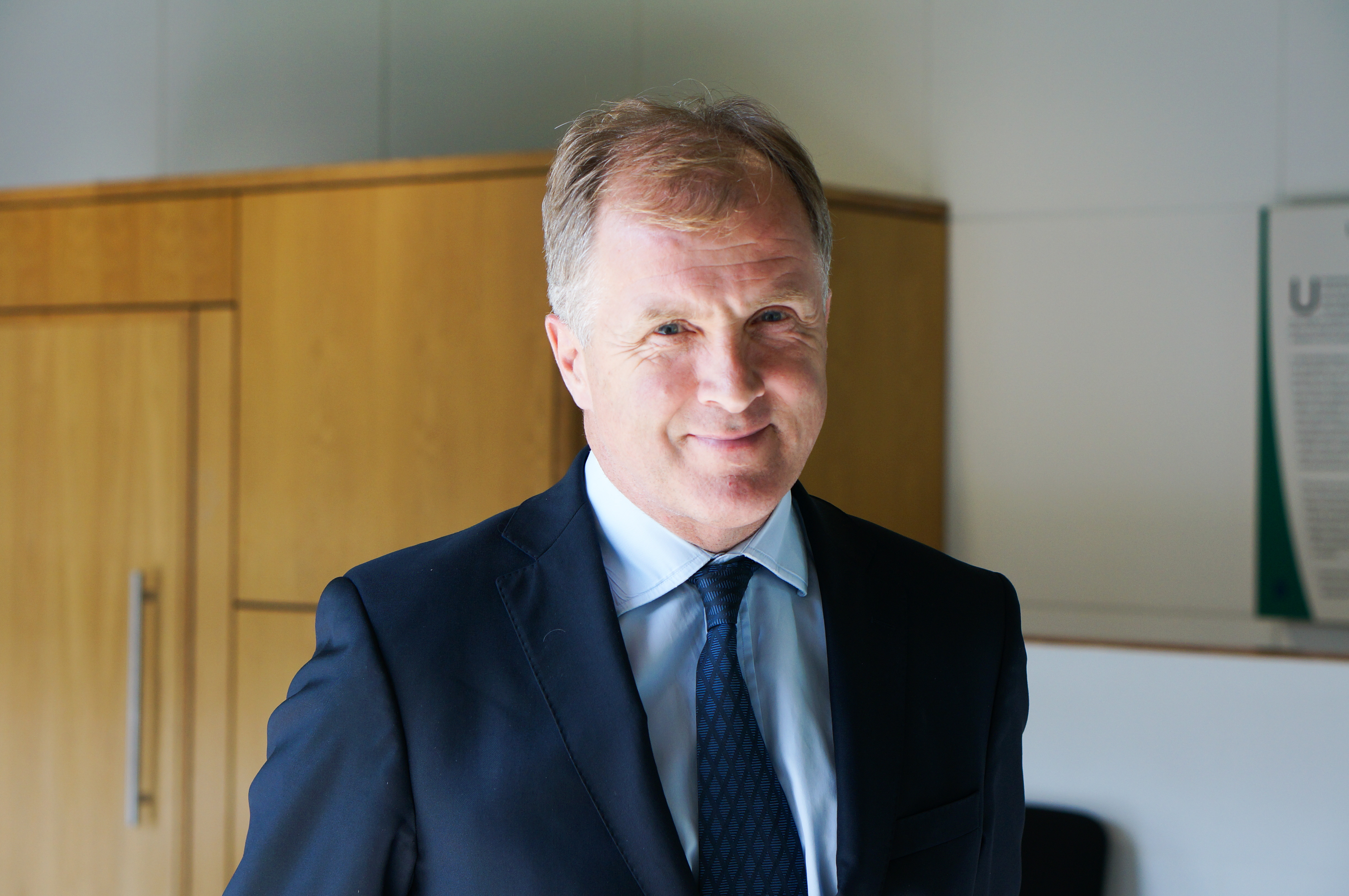
Hugo MacNeill fue el mejor jugador.

El técnico Mick Doyle sufrió un infarto agudo de miocardio en la cena de apertura, debiendo retirarse y fue sustituido por Millar (53 años).
Nigel Carr fue inicialmente convocado, pero un mes antes resultó herido por un coche bomba en un atentado del IRA y se vio obligado a poner fin prematuramente a su carrera, debido a las graves lesiones sufridas.
Las edades son a la fecha del último partido de Irlanda, 7 de junio de 1987.
|                        | Jugador          | Edad    | Posición      | Tests | Equipo         |
| ---------------------- | ---------------- | ------- | ------------- | ----- | -------------- |
| Hookers y Pilares      |                  |         |               |       |                |
| 3                      | Des Fitzgerald   | 29 años | Pilar         | 10    | Leinster Rugby |
| 2                      | Terry Kingston   | 23 años | Hooker        | 0     | Munster Rugby  |
|                        | Job Langbroek    | 29 años | Pilar         | 0     | Leinster Rugby |
|                        | John MacDonald   | 27 años | Hooker        | 0     | Ulster Rugby   |
|                        | J. J. McCoy      | 28 años | Pilar         | 7     | Ulster Rugby   |
| 1                      | Philip Orr       | 36 años | Pilar         | 55    | Leinster Rugby |
|                        | Stephen Smith    | 27 años | Hooker        | 0     | Ulster Rugby   |
| Segundas líneas        |                  |         |               |       |                |
| 5                      | Willie Anderson  | 32 años | Segunda línea | 12    | Ulster Rugby   |
|                        | Jim Glennon      | 33 años | Segunda línea | 6     | Leinster Rugby |
| 4                      | Donal Lenihan    | 27 años | Segunda línea | 27    | Munster Rugby  |
| Alas y Octavos         |                  |         |               |       |                |
|                        | Paul Collins     | 27 años | Ala           | 10    | Ulster Rugby   |
|                        | Neil Francis     | 23 años | Octavo        | 0     | Leinster Rugby |
| 6                      | Phillip Matthews | 27 años | Ala           | 10    | Ulster Rugby   |
| 7                      | Derek McGrath    | 27 años | Ala           | 1     | Leinster Rugby |
| 8                      | Brian Spillane   | 27 años | Octavo        | 9     | Munster Rugby  |
| Medios scrum           |                  |         |               |       |                |
| 9                      | Michael Bradley  | 24 años | Medio scrum   | 14    | Munster Rugby  |
|                        | Tony Doyle       | 29 años | Medio scrum   | 2     | Leinster Rugby |
| Aperturas y Centros    |                  |         |               |       |                |
| 10                     | Paul Dean        | 26 años | Apertura      | 19    | Leinster Rugby |
|                        | David Irwin      | 28 años | Centro        | 19    | Ulster Rugby   |
| 12                     | Michael Kiernan  | 26 años | Centro        | 24    | Munster Rugby  |
| 13                     | Brendan Mullin   | 23 años | Centro        | 13    | Leinster Rugby |
|                        | Tony Ward        | 32 años | Apertura      | 18    | Greystones RFC |
| Fullbacks y Wings      |                  |         |               |       |                |
| 11                     | Keith Crossan    | 27 años | Wing          | 18    | Ulster Rugby   |
| 15                     | Hugo MacNeill    | 28 años | Fullback      | 33    | Leinster Rugby |
|                        | Philip Rainey    | 27 años | Fullback      | 0     | Ulster Rugby   |
| 14                     | Trevor Ringland  | 27 años | Wing          | 27    | Ulster Rugby   |
| Entrenador: Syd Millar |                  |         |               |       |                |

## Participación

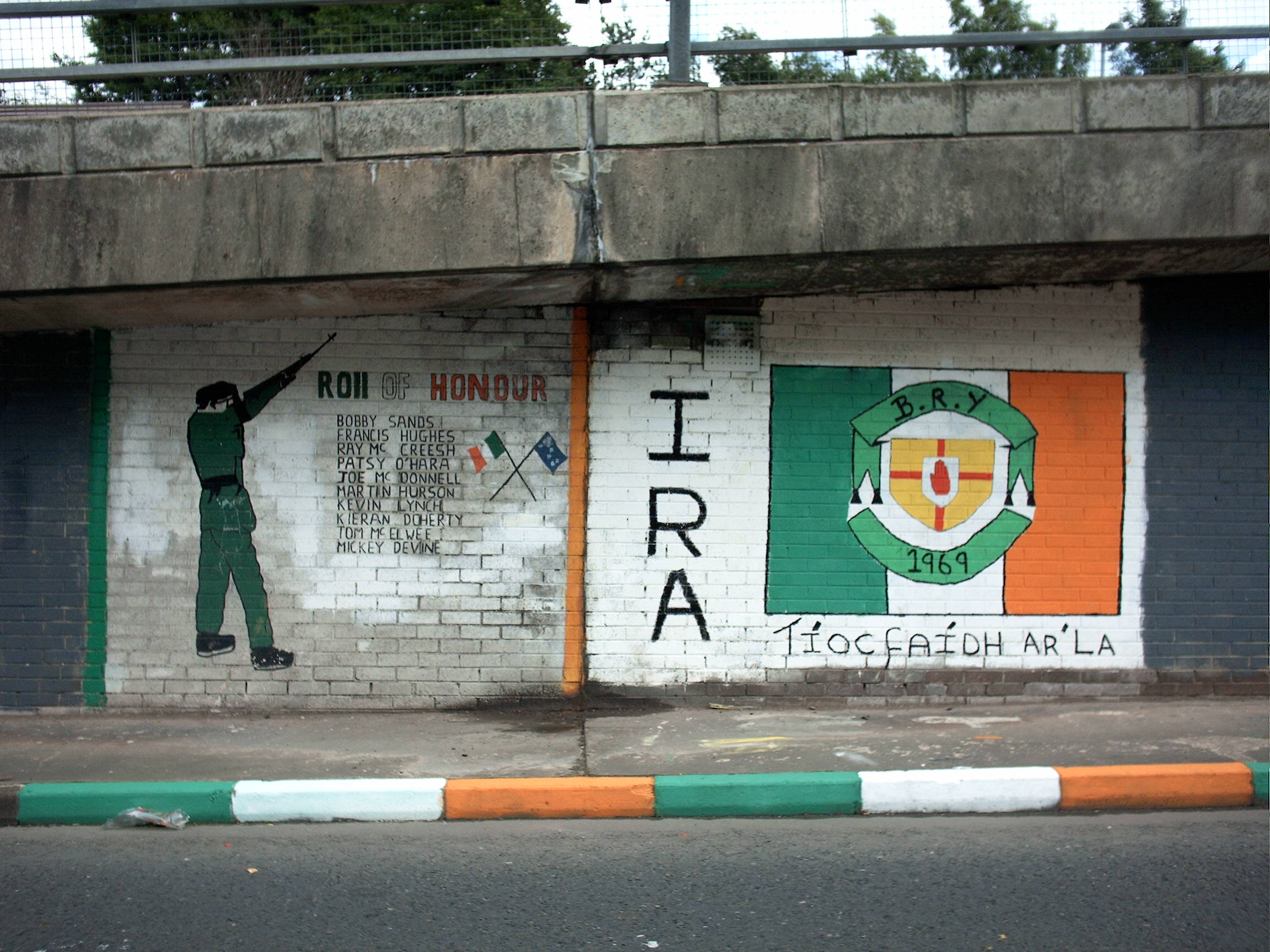
El conflicto norirlandés estuvo fuertemente presente, con jugadores atentados y controversia por el himno.

Irlanda integró el grupo B junto a los Dragones rojos, la dura Tonga y los Canucks.
El rival más fuerte, Gales, era dirigida por Tony Gray y formó: Alan Phillips, el capitán Dick Moriarty, Paul Moriarty, la estrella Robert Jones, Bleddyn Bowen y la leyenda Ieuan Evans. Pese a irse ganando al entretiempo, los británicos anotaron, no permitieron marcar a los irlandeses y ganaron.

### Fase final
Los cuartos los cruzaron ante los Wallabies, favoritos al título y dirigidos por Alan Jones, quien diagramó: Andy McIntyre, Steve Cutler, la estrella Simon Poidevin, Nick Farr-Jones, el capitán Andrew Slack y David Campese. Los oceánicos triunfaron ampliamente 33–15 en Sídney y eliminaron a Irlanda.

## Legado
Como no existía el himno Ireland's Call (creado en 1995), debido al conflicto norirlandés, en los partidos en el extranjero no se interpretaba ninguno. Para evitar esto en la Copa del Mundo, los jugadores hicieron reproducir una versión de The Rose of Tralee que Orr tenía en un casete.